# 坪井俊映
坪井 俊映（つぼい しゅんえい、1914年（大正3年）10月2日 - 2010年（平成22年）9月6日）は、日本の仏教学者・浄土宗僧侶（浄土門主、大僧正）。浄土三部経に関する著書多数。

## 経歴
1914年、京都府に生まれた。1935年、京都市の長徳寺住職に就任。龍谷大学仏教学科で学び、1941年に修了した。
戦後の1956年、佛教大学教授に就いた。1979年、佛教大学佛教文化研究所長に就任。1980年、学位論文『法然浄土教の研究：伝統と自証について』を佛教大学に提出して文学博士号を取得。1988年、浄土宗勧学。1992年に佛教大学を退職し、名誉教授となった。
2010年（平成22年）9月6日、心不全のために遷化。95歳没。法名は「明蓮社大僧正仁誉上人信阿聞法無学俊映大和尚」（みょうれんじゃだいそうじょうにんよしょうにんしんなもんぼうむがくしゅんえいだいかしょう）。後任には伊藤唯真が同年11月に就いた。
宗門
- 1935年：長徳寺住職
- 1994年：大本山金戒光明寺法主（73世）
- 2007年4月：浄土門主で総本山知恩院門跡（87世、前任は中村康隆）に就任[3]。

## 著作
著書
- 『浄土三部経概説』隆文館 1956
  - 改訂増補版 1971年
  - 韓国語訳版　李太元訳、弘法院 1988年
  - 新版 法蔵館 1996年
- 『法然上人の教え 法然浄土教の特質』教育新潮社 1974
- 『浄土教汎論』 隆文館 1980
- 『法然浄土教の研究 伝統と自証について』 隆文館 1982
- 『浄土学概論』 佛教大学 1992
- 『法然浄土教要文集』編著、平楽寺書店 1995
  - 再版 2005年
- 『浄土三部経講座』 浄土宗 2002
- 『知恩院』(古寺巡礼京都 16,新版) 解説担当 淡交社 2007

論文
- CiNii>坪井俊映
- INBUDS>坪井俊映

記念論集
- 『仏教文化論攷 坪井俊映博士頌壽記念』佛教大学、同記念会編、1984年（昭和59年）

## 脚註
1. ↑  CiNii(学位論文)
2. ↑  浄土門主、総本山知恩院門跡の坪井俊映師死去 京都新聞、2010年9月6日付
3. ↑  習わしで、宗内では「猊下」と尊称される。